# Tătărăștii de Jos
Tătărăştii de Jos é uma comuna romena localizada no distrito de Teleorman, na região de Muntênia. A comuna possui uma área de  km² e sua população era de 3994 habitantes segundo o censo de 2007.